# Jimmy Davies
Jimmy Davies, né le 18 août 1929 à Glendale, Californie et mort le 11 juin 1966  à Chicago, Illinois, était un pilote automobile originaire des États-Unis. Il s'illustra, plus particulièrement dans des courses de midget et de l'USAC et réalisa un podium lors de l'édition 1955 des 500 miles d'Indianapolis.

## Biographie
Davies commence sa carrière automobile en 1950, où il disputa, cette même année, l'Indianapolis 500. Après des qualifications moyennes (27e), il y termine 17e, une course interrompue par la pluie lors du tour 137. Ce n'est qu'en 1955, après 3 courses sur le brickyard, où il ne connut pas la réussite, malgré 25 tours en tête en 1951, qui lui avait permis de battre le record de la spécialité, qu'il monte sur le podium, en l'occurrence sur la troisième marche. Il est devancé par le vainqueur, Bob Sweikert et par le duo Tony Bettenhausen-Paul Russo. Après ce podium, il ne réussira jamais à se hisser sur la grille de départ sur le Speedway d'Indianapolis. En 1956, le championnat AAA est remplacé par le championnat USAC, et ses participations dans ce championnat sont de moins en mois fréquentes, ses qualifications le sont moins. Malgré tout, Jimmy parvient à se hisser sur le podium une nouvelle fois, en 1959 à Trenton. Il revient aux avant-postes en 1960, avec le titre à l'USAC Pacific Coast Midget, aussi bien que dans le championnat national de Midget. Il récidivera en 1961 et 1962. Il aura gagné, dans sa carrière, 46 épreuves en Midget. Il fit, également, des courses en Australie, où il se battait pour la victoire, principalement, avec Bob Tattersall.
C'est, d'ailleurs, lors d'une course de Midget, au Santa Fe Speedway, à Chicago, que Jimmy Davies trouva la mort, après avoir succombé à ses blessures, causés par un accident lors de l'épreuve. Il avait 36 ans. 18 ans après, il a été intronisé National Midget Auto Racing Hall of Fame en 1984.

## Résultats aux500 milesd'Indianapolis
| Année  | N° voiture | Grille | Classement | Tours | Tours en tête | Abandon           |
| ------ | ---------- | ------ | ---------- | ----- | ------------- | ----------------- |
| 1950   | 22         | 27     | 17         | 128   | 0             | /                 |
| 1951   | 76         | 27     | 16         | 110   | 25            | Boîte de vitesses |
| 1953   | 53         | 32     | 10         | 193   | 0             | /                 |
| 1954   | 1          | -      | 11*        | 30    | 0             | /                 |
| 1955   | 15         | 10     | 3          | 200   | 0             | /                 |
| Totaux | Totaux     | Totaux | Totaux     | 631   | 25            |                   |

| Engagements | 9 |
| Départ      | 5 |
| Poles       | 0 |
| Victoires   | 0 |
| Top 5       | 1 |
| Top 10      | 2 |
| Abandon     | 1 |

* Il courut la course avec Art Cross, Johnnie Parsons, Sam Hanks et Andy Linden.